# Elvira de Sicilia
Elvira de Sicilia (fallecida en 1231) fue un miembro de la Casa de Altavilla que reclamó el trono del Reino de Sicilia. Es conocida por un número excepcional de nombres, incluidos Albinia, Elvira, María, Albidina y Blanca.

## Primeros años
Elvira era la hija mayor de Tancredo, conde de Lecce y Sibila de Acerra. Su padre, un miembro ilegítimo de la familia real, se apoderó del trono de Sicilia tras la muerte de su primo Guillermo II en 1189, despojando a su tía Constanza, quien había sido su presunta heredera como pariente legítima más cercana de Guillermo II. Se produjo una guerra de sucesión entre Tancredo y el esposo de Constanza, Enrique VI del Sacro Imperio Romano Germánico. El rey Tancredo murió en 1194, dejando la corona a su hijo, Guillermo III. Guillermo fue depuesto por Enrique y Constanza más tarde ese año. A la madre de Elvira se le prometió el Condado de Lecce y el Principado de Tarento como compensación, pero Sibila y sus hijos fueron pronto arrestados por traición. El hermano de Elvira murió cegado en 1198, mientras ella fue llevada con su madre y sus dos hermanas a Alemania y encarcelada en la abadía de Hohenburg, sin embargo, pudieron escaparon o fueron liberados luego de la intervención papal.

## Solicitud de reclamos
En 1199, Sibila llegó a Francia con sus hijas. Constanza y Enrique habían muerto poco después de conquistar Sicilia, dejando el reino a su pequeño hijo, Federico. Sibila tenía la intención de que Elvira, su hija mayor sobreviviente, se casara con un noble francés lo suficientemente poderoso como para presionar el reclamo de Elvira sobre el Reino de Sicilia contra los regentes de Federico. El rey Felipe II de Francia convocó un consejo en Melun, donde se decidió que Elvira se casara con el conde Gualterio III de Brienne. Poco después del matrimonio, Elvira, su esposo y su madre pidieron la ayuda del papa Inocencio III para tomar el reino. Gualterio pidió que reconociera el reclamo de Elvira al trono de su padre. Sin embargo, Inocencio era el guardián de Federico y se negó a reconocerla como la heredera de todo el reino. En cambio, reconoció su derecho a los feudos de Lecce y Tarento, el dominio original de su padre, que Enrique había prometido a su madre. A cambio de esto, Elvira y su familia tuvieron que aceptar al pequeño Federico como su rey.
Elvira acompañó a Gualterio al Reino de Sicilia en 1201. Su esposo logró importantes victorias contra las fuerzas de Federico pero fue emboscado y asesinado en 1205. Elvira estaba embarazada y un tiempo después dio a luz a un hijo póstumo, Gualterio IV, quien heredó Brienne. Aunque se había aceptado en el noreste de Francia que una viuda podía gobernar como regente de su hijo menor, Elvira se quedó con su hijo en el sur de Italia, dejando la regencia a su tío Juan. El nuevo matrimonio de Elvira cortó su vínculo con la Casa de Brienne y Juan no hizo ningún esfuerzo para respaldar sus reclamaciones.

## Vida posterior
Para proteger los intereses de su hijo y avanzar en su propio reclamo al trono, Elvira se volvió a casar poco después de la muerte de Gualterio. Su segundo esposo fue Jacobo, conde de Tricarico, con quien se casó ya en 1205. Se casó, por tercera vez, con Tegrimo de Modigliana, conde Palatino de Tuscia. Elvira murió allí en 1231.